# کامولی
کامولی (به ایتالیایی: Camogli) یک کومونه در ایتالیا است که در استان جنوا واقع شده‌است.

## خصوصیات
کامولی ۹٫۹ کیلومترمربع مساحت و ۵٬۶۳۳ نفر جمعیت دارد و ۹ متر بالاتر از سطح دریا واقع شده‌است.

## خواهرخوانده
شهرهای Tuningen، کارلوفورته و کوئنکا خواهرخوانده‌های کامولی هستند.